# Tanche (Sarthe)
Die Tanche ist ein kleiner Fluss im westlichen Zentral-Frankreich, der im Département Orne der Region Normandie nordöstlich der Stadt Alençon verläuft.

## Geografie

### Verlauf
Die Tanche entspringt im nördlichen Gemeindegebiet von Le Chalange, entwässert generell Richtung Südsüdwest durch den östlichen Ausläufer des Regionalen Naturparks Normandie-Maine und mündet nach rund 18 Kilometern an der Gemeindegrenze von Saint-Léger-sur-Sarthe und Les Ventes-de-Bourse als rechter Nebenfluss in die Sarthe. Im Mündungsabschnitt quert die Tanche die Autobahn-ähnlich ausgebaute Nationalstraße N12.

### Orte am Fluss
(Reihenfolge in Fließrichtung)
- La Brosse, Gemeinde Le Chalange
- Le Chalange
- Les Bois Charbonnaux, Gemeinde Montchevrel
- Charbonnet, Gemeinde Le Ménil-Guyon
- La Houardière, Gemeinde Boitron
- La Planchette, Gemeinde Aunay-les-Bois
- La Rablais, Gemeinde Saint-Aubin-d’Appenai
- Marchemaisons
- Les Ventes-de-Bourse
- Petit Bouveuche, Gemeinde Saint-Léger-sur-Sarthe